# Mütesellim
Il Mütesellim o mutesellim era un titolo governativo ottomano utilizzato per descrivere principalmente il capo di un nahiye, ma anche altre posizioni all'interno della gerarchia ottomana, a seconda del contesto. Questo titolo era per lo più usato per i governatori civili delle singole città, che gestivano la riscossione delle tasse e il mantenimento dell'ordine pubblico. Al fine di ridurre i conflitti tra mütesellim, in alcuni casi un mütesellim era nominato dal sanjak-bey come luogotenente governatore responsabile per l'intero sangiaccato. L'Impero ottomano abolì la posizione di mütesellim nel 1842. Questa posizione era spesso collegata a conflitti tra varie parti che la vedevano come una possibilità di aumentare la propria ricchezza personale. Nel periodo tra il 1842 e il 1864 i governatori militari locali, assistiti dall'amministrazione locale, vennero incaricati alla riscossione delle imposte e al controllo della popolazione al posto dei mütesellim. Dopo il 1864 e la creazione del sistema del vilayet, l'ufficio del mütesellim fu sostituito con la nuova posizione di mutasarrıf.